# Antheraea assamensis
Muga Silkworm là ấu trùng của Antheraea assamensis (tên tiếng Anh: Assam Silkmoth), một loài bướm đêm thuộc họ Saturniidae. Nó được tìm thấy ở Ấn Độ (namely Assam), Myanma và Sundaland.
Ấu trùng ăn Cinnamomum, Laurus, Litsea, Carpinus, Persea, Magnolia, Michelia, Quercus, Sarcostemma và Symplocos.
Tơ nó có màu vàng.

## Hình ảnh

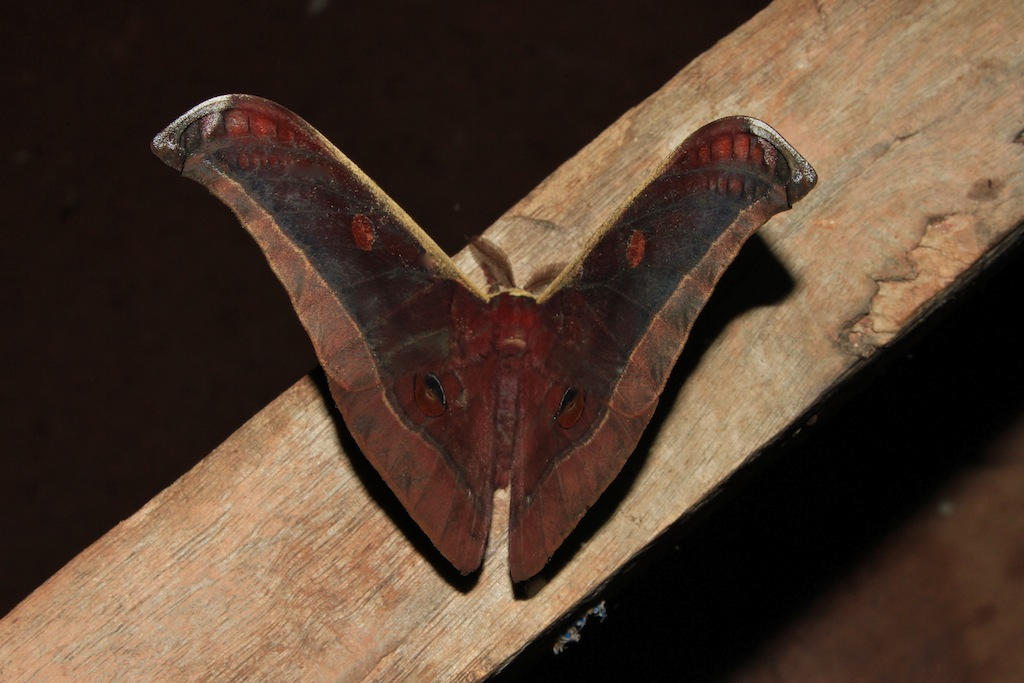
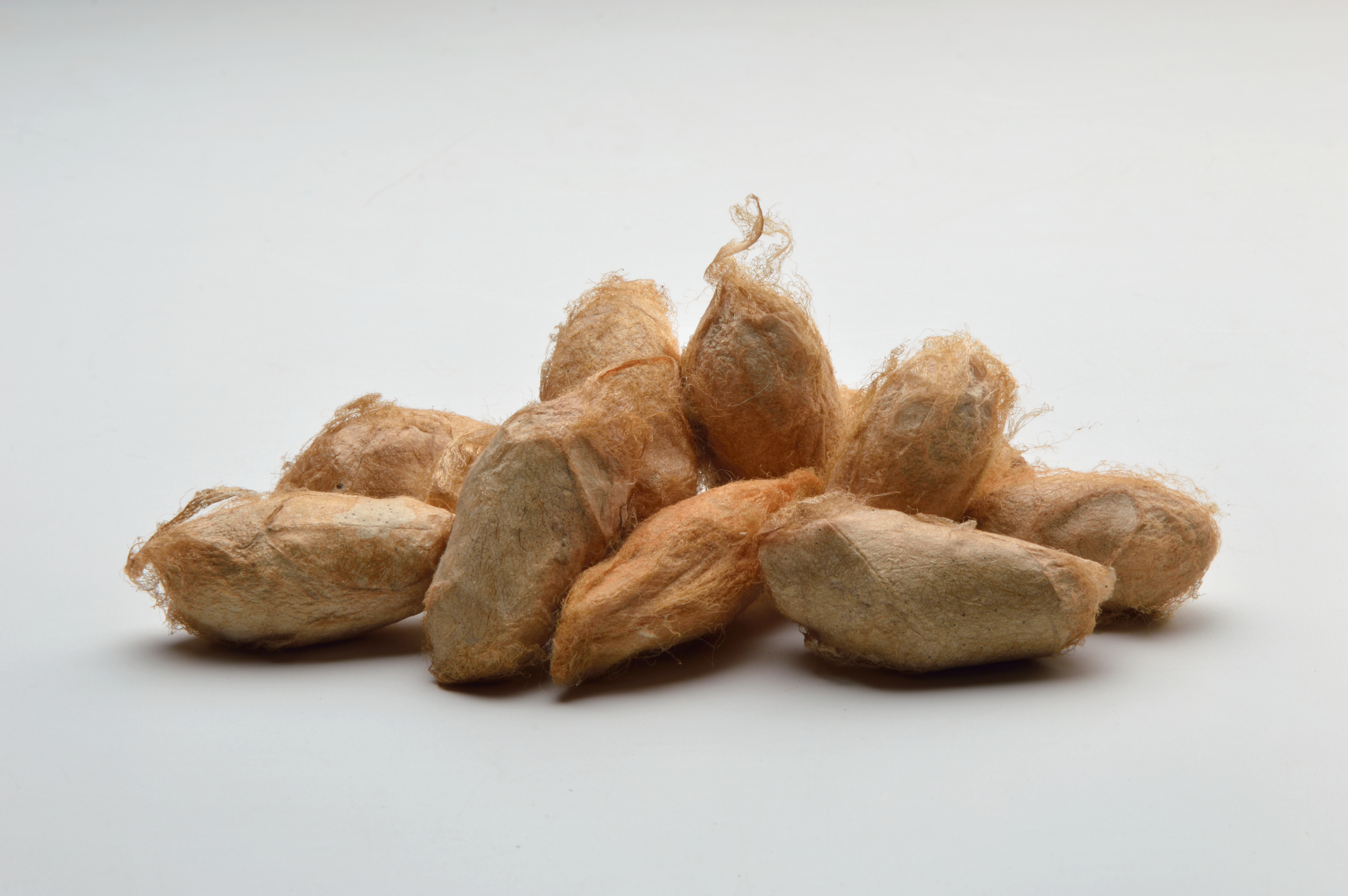
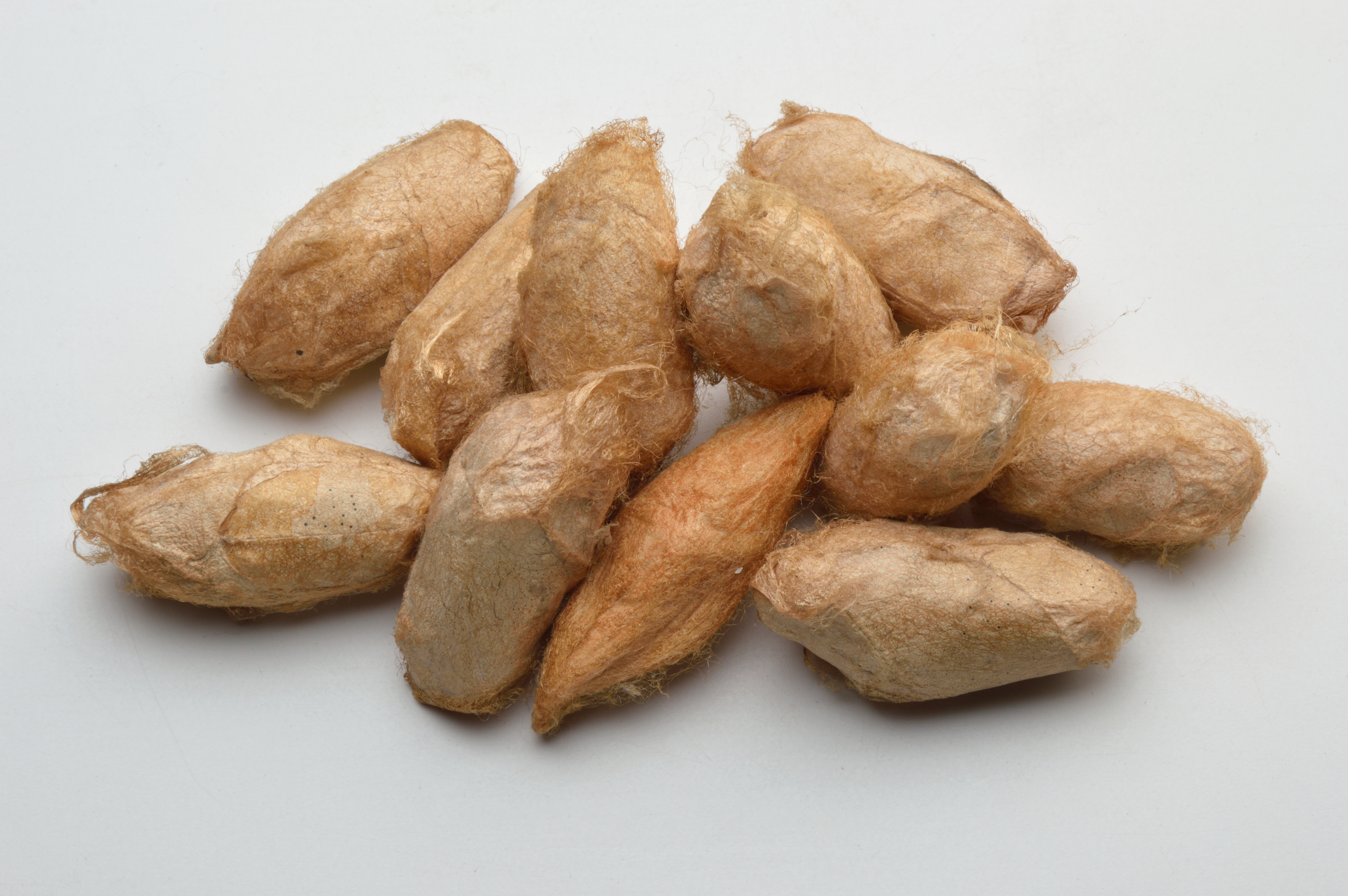
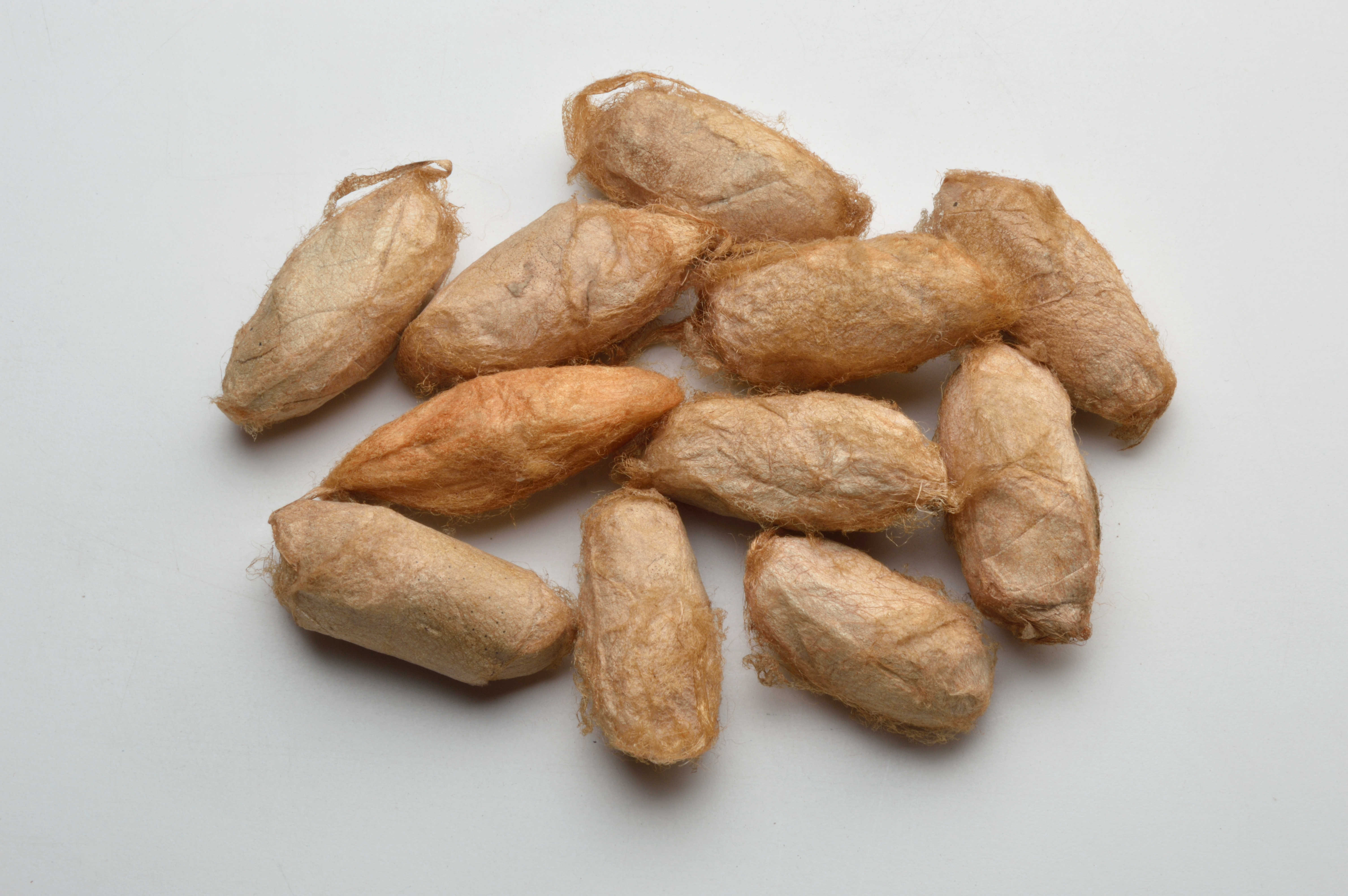